# Odo Casel
Odo Casel (Coblenza, 27 settembre 1886 – Badia di Santa Croce di Herstelle, 28 marzo 1948) è stato un monaco cristiano, teologo e filosofo tedesco, dell'ordine benedettino.
Nato Johannes, entrò nell'Abbazia di Maria-Laach nel 1905; fece la professione perpetua nel 1907; fu ordinato sacerdote nel 1911; si laureò in filosofia a Bonn nel 1919, discutendo la dissertazione De philosophorum graecorum silentio mystico, e a Roma in teologia, discutendo una tesi sulla Eucaristia in San Giustino.
Morì improvvisamente, il mattino di Pasqua del 1948, lasciando ai discepoli e agli esperti in liturgia la possibilità di attuare le sue scoperte e intuizioni teologiche espresse soprattutto nei quindici volumi dello Jarbuch für Liturgiewissenschaft da lui edito.

## Pensiero
La figura di Odo Casel si colloca in un periodo culturale segnato da novità sostanziali:
da un versante, vi sono le teorie dell'evoluzionismo positivistico e delle scienze storico-critiche che condizionano l'ambiente teologico, fatta eccezione per la Scuola di Tubinga, e contribuiscono allo sviluppo della critica storica e dell'esegesi;
dall'altro versante, troviamo il Romanticismo tedesco e, in filosofia,  l'Idealismo,  nonché la commistione fra i due movimenti culturali che genera l'Idealismo romantico.
In ogni campo della cultura teologica si genera perciò una crisi. Per la teologia cattolica, la risoluzione dei problemi si esprime in una svolta, in cui l'interesse si concentra su due temi:
1. la Rivelazione
2. la Chiesa.

In Germania, il clima è più conciliante e il dialogo con le nuove correnti culturali è più vivo, nonostante la condanna al Modernismo di Pio X nell'enciclica Pascendi del 1907. In teologi quali Romano Guardini e Karl Adam, ad esempio, troviamo l'influsso della filosofia di Max Scheler e della Scuola di Tubinga. In sostanza, questi teologi affermano la centralità della fede cristiana come esperienza vitale, e non come semplice pensiero intellettuale, e la coscienza che la vita della fede si realizzi in una dimensione comunitaria che è essenziale.
Odo Casel esprime questo pensiero parlando del ritorno al mistero, attraverso un superamento dell'individualismo di stampo liberale ottocentesco. Il clima che seguì la Grande Guerra contribuì alla nascita del movimento liturgico e di quelli biblico e patristico. Proprio nel movimento liturgico vanno inquadrati l'apporto di Casel e quelli di Guardini, Josef Andreas Jungmann e Louis Bouyer. Casel, in particolare, vide oltre la pietà individualistica, o privata, la necessità di riscoprire le origini del mistero della Chiesa, partendo dal termine ecclesia che significa convocazione di un'assemblea viva. Il pensiero caseliano determina reazioni diverse, dall'ammirazione e dalla discepolanza, come nel caso di Burkhard Neunheuser, alle critiche benigne o severe. La notorietà del teologo raggiunge così gradualmente i vertici. Bouyer dirà che il nucleo centrale della Costituzione conciliare Sacrosanctum Concilium è il medesimo dell'insegnamento di Dom Odo Casel.

### Il mistero del culto cristiano
Il mistero del culto cristiano (titolo originale: Das christliche Kultmysterium) è certamente il capolavoro di Dom Odo Casel. In questa nostra sintesi, ci siamo avvalsi della quarta edizione, tradotta in italiano, dell'opera. Questa edizione si distingue dalle precedenti. L'autore aveva diretto i lavori per l'uscita della terza edizione del 1948 (anno della sua morte), che riscosse successo, secondo Neunheser; proprio questi, il discepolo di Casel, curò la quarta edizione, aggiungendo materiale inedito lasciato dal maestro e aumentando l'opera di due capitoli (L'essenza del mistero e La Chiesa come comunità misterica) all'interno di una seconda parte intitolata Dalla pienezza del mistero di Cristo.
La prima parte dell'opera, il corpus del pensiero caseliano, inizia con l'analisi dell'esigenza di un recupero (Il ritorno al mistero), nello spazio e nel tempo, in cui si attua la storia della salvezza; Casel spiega poi l'origine del 'mistero' (Il mistero del culto nel Cristianesimo, Misteri antichi e misteri cristiani); l'autore dimostra infine come il termine 'mistero', nella riscoperta accezione, sia esso stesso rivitalizzatore e la chiave di lettura di tutta la storia della salvezza, il termine medio fra Dio e l'uomo, e, quando s'intende con 'mistero' il mistero del culto cristiano, allora il termine è l'altra faccia della stessa liturgia.
Casel parla di continua trasformazione fisica del credente, che avviene per il 'mistero' e in esso. All'uomo è dato di vivere nel 'mistero', di conoscerlo (in un certo velato modo), immettendosi nella sua azione salvifica che si attua, perpetua e rinnova nella liturgia (attraverso l'anno liturgico, in ogni giorno liturgico, nella liturgia delle ore).
Il termine 'mistero' è servito a indicare i segreti culti degli antichi greci e quelli ellenistici. Soprattutto i culti ellenistici consentono agli iniziati un legame intimo che perdura oltre la morte promettendo una vita felice nell'aldilà. Tali misteri si esprimono in vari riti: l'iniziazione, celebrazioni e consacrazioni segrete, azioni cultuali (dròmena), detti sacri (legòmena), simboli e formule criptici con cui si riconoscono gli iniziati, oggetti sacri contenuti nel canestro sacro (cista mystica), silenzio. In questo retaggio culturale, s'innesta il linguaggio platonico dell'allegoria. Sui simboli, passati così in rassegna, si basa la mistagogia, e afferma Casel: "La teologia mistica rimane sempre in qualche modo collegata col culto, perché non vuole essere una pura astrazione, ma via verso la divinità. Teologia e teurgia si danno la mano nel mistero".
La civiltà romana, molto pragmatica, non aveva in sé, né conosceva, il concetto di mistero, in luogo del quale ricorreva a quello di 'devotio' che, dal canto suo, indicava il giuramento militare e racchiudeva una forte dose di sacralità; così tende a profilarsi nella cultura romana il concetto di 'sacramentum': questo termine viene storicamente sempre più a legarsi con quello di 'mistero'.
San Paolo con la parola 'mistero', trapiantata quindi nel Cristianesimo, intende realtà che non sono accessibili all'intelletto dell'uomo, le quali si possono conoscere solo tramite rivelazione, cioè se Dio dona la propria luce di conoscenza all'uomo. Solo Dio perciò dà all'uomo, elevandone intelligenza e volontà attraverso la fede, la possibilità di intendere il mistero. A tale concetto, si associano espressioni quali agape e carità che soppiantano gli antichi rimandi all'amore inteso solo come eros. Casel dice: "Il mistero cristiano è essenzialmente Rivelazione", appare perciò nel "mistero" cristiano un Kyrios, un Dio rivelato ('epifanìa'). Il culto misterico è così il mezzo con cui l'atto primitivo nuovamente può diventare 'realtà' e sorgente di salute-salvezza ('salus'). Chi vi partecipa, costituisce, in forma di rito, quella realtà, l'azione salvifica primitiva del Kyrios, il Signore Gesù, espressa simbolicamente. La pienezza della Rivelazione, Gesù Cristo, è il 'mistero' più elevato: è il 'Mistero' con la M maiuscola. Tramite il 'mistero', il 'Mistero' stesso (cioè Cristo) vive e agisce nella e con la sua Chiesa. Questa, che vive di fede, non può ricevere la grazia del 'sacramento-mistero' senza la fede. Ed ecco che il mistero è il 'mistero-della-fede'; quando la fede si trasformerà in visione beatifica, il velo del mistero cadrà e potremo vedere in sé la realtà divina; pertanto, questo velo è necessario sulla terra, permettendoci di rendere presente Dio, grazie alla sua preziosa tessitura di simboli, per usare un'immagine di Casel.
Il 'Mistero', che è Cristo, è il vero liturgo, il vero tabernacolo di Dio. Ma Cristo senza la Chiesa sarebbe come un Sacerdote senza comunità. Ecco il valore della comunità, al servizio di Dio, che si esprime in un'azione simbolica, tramite mediatori quali sono i sacerdoti, e si esprime con parole e gesti. Il Mistero di Cristo è Parola, Cibo e Bevanda di vita eterna (Vangelo secondo Giovanni, Gv 6) e diventa nutrimento dell'uomo. Tramite la Parola e lo Pneuma, Cristo comunica la linfa della vita spirituale. Si tratta di un legame fisico, perché la Chiesa è una comunità di carne e sangue; tra la Chiesa e il Cristo sussiste una reale unità fisica che va rinnovata nello spazio e nel tempo, fino alla seconda venuta (parusìa) dello Sposo, il Cristo stesso. Scrive Casel, nell'opera Il mistero dell'Ecclesia: "Qual abissale profondità della natura divina ci è aperta attraverso Gesù Cristo! solo così possiamo comprendere del tutto cosa significhi «Dio è amore» (Prima lettera di Giovanni, 1 Gv 4,16) . Questa eterna generazione d'amore ci è rivelata; a noi [...] è dato di scrutare in questo abisso, addirittura di penetrarvi, di lasciarci trascinare dalla corrente dell'agape eterna, anzi di lasciarla scorrere attraverso di noi; ci è dato di esser presenti quando il Padre genera il Figlio e il Figlio ama il Padre; ancor di più: possiamo inserirci in questo flusso d'amore e così, nel Figlio, farci generare a figli e figlie di Dio nella potenza di Dio Padre". Questa incorporazione dell'uomo in Cristo avviene tramite il Battesimo, la Cresima, l'Eucaristia (in particolare); ma tutti i sacramenti vengono dal Mistero di Cristo.
Il 'mistero' del culto è conseguenza e applicazione del 'Mistero'. Nel 'mistero' v'è un duplice aspetto che esprime la condizione della Chiesa sulla terra, il già e il non-ancora, il nascondimento e, al tempo stesso, la rivelazione. Ciò che in Cristo era visibile passa, qui e ora, nel 'mistero'. Se nella pienezza dei tempi la presenza dello Sposo era 'fisico-sensibile', qui e ora è presenza 'fisico-misterica', e avviene attraverso il rinnovare e ripresentare l'azione salvifica da parte della Sposa (la Chiesa): sono le nozze mistiche dell'Agnello di Dio a esser celebrate nel 'mistero', in cui la Sposa custodisce lo Sposo, adornandolo nella liturgia, e restituendogli l'amore. Così il vecchio Adamo diventa uomo nuovo in Cristo.
La parte più rivoluzionaria del capolavoro di Casel è forse contenuta in questo passaggio: "Così l'intera Chiesa e tutti i suoi ordini hanno collaborato all'adornamento liturgico del mistero, ciascuno a proprio modo, secondo il proprio carisma, tutti basati sul fondamento della propria interiore partecipazione alla liturgia misterica [...] da ciò deriva che la Chiesa tutta quanta, e non soltanto il clero, deve partecipare attivamente alla liturgia. Ciascuno conformemente al sacro ordinamento, nel grado e nella misura per lui stabiliti, al posto a lui assegnato. Tutte le membra sono collegate in modo fisico-sacramentale con il capo che è Cristo. Ogni credente, a motivo del carattere sacramentale ricevuto con il Battesimo e con la Cresima, prende parte al sacerdozio di Cristo".

## Opere

### Pubblicazioni fino al 1948
- Odo Casel, Das Gedächtnis des Herrn in der altchristlichen Liturgie: Die Grundgedanken des Messkanons, 1910
- Odo Casel, De philosophorum graecorum silentio mistico , 1919 (opera citata)
- Odo Casel, Die liturgie als Mysterienfeier, 1922
- Odo Casel, Das christliche Kultmysterium, 1932, prima edizione (opera citata)
- Odo Casel, Das christliche Festmysterium, 1941
- Odo Casel, Glaube, Gnosis, Mysterium, 1941

### Opere postume
- Odo Casel, Mysterium des Kommenden, 1952
- Odo Casel, Vom wahren Menhenbild: Vortrage , 1953
- Odo Casel, Mysterium des Kreuzes, o. J., 1954
- Odo Casel, Mysterium der Ekklesia: Von der Gemeinschaft aller Erlösten in Christus Jesus. Aus Schriften und Vorträgen, 1961 , prima edizione (opera citata)
- Odo Casel, Vom spiegel als Symbol aus nachgelassenen Schriften, 1961

### Studi
- A. Bozzolo, Mistero, simbolo e rito in Odo Casel. L'effettività sacramentale della fede, Libreria Editrice Vaticana, Roma 2003.
- F. Nasini, Odo Casel: gioco culto e pensiero totale, in Sacramentaria e scienze religiose, 31 (2008), pp. 58–73.